# Т
La Т, minuscolo т, chiamata te, è una lettera dell'alfabeto cirillico. Rappresenta la consonante occlusiva alveolare sorda IPA /t/.
La forma corsiva differisce notevolmente dalla forma in stampatello: in stampatello, la Te rimane sempre uguale ad una T italiana maiuscola, in minuscolo semplicemente di dimensioni ridotte (Т, т); in corsivo standard invece, la Te minuscola assomiglia ad una "m" italiana minuscola (т), mentre in corsivo serbo, appare come una "m" invertita (come la Sha cirillica: ш) con una lineetta sopra .

La Te in corsivo serbo.

| Lettera cirillica | Pronuncia IPA | Trascrizione scientifica | Trascrizione inglese | Trascrizione tedesca | Trascrizione francese |
| ----------------- | ------------- | ------------------------ | -------------------- | -------------------- | --------------------- |
| Т                 | /t/           | t                        | t                    | t                    | t                     |